# Naats'ihch'oh-Nationalpark
Der Naats'ihch'oh-Nationalpark (englisch Nááts'įhch'oh National Park Reserve, französisch Réserve de parc national Nááts'įhch'oh) ist ein kanadischer Nationalpark in den Nordwest-Territorien.
Benannt ist er nach dem Berg Nááts'įhch'oh, einem für die Sahtu wichtigen Ort.
Er ist einer der jüngsten der kanadischen Nationalparks und abweichend von den meisten anderen kanadischen Nationalparks, ist er einer von aktuell zehn Parks, trägt er den Zusatz Reserve. Dieser Zusatz ergibt sich aus anderen Nutzungsrechten für die lokalen indigenen Völker.
Der Park liegt in den Mackenzie Mountains und grenzt im Südosten unmittelbar der Nahanni-Nationalpark an.